# Budi (Ucrania)
Budi (en ucraniano: Буди, romanizado: Budy; en ruso: Буды) es un pueblo ucraniano perteneciente al óblast de Járkov. Situado en el noreste del país, es parte del raión de Járkov y del municipio (hromada) de Pivdenne.

## Geografía
Budi se encuentra en la margen izquierda del río Merefa, a 4 km de Liubotín y 26 km al suroeste de Járkov. 

## Historia
Budi fue fundada en la segunda mitad del siglo XVIII. El fundador de la fábrica de loza fue un empresario viejo creyente: Matvi Kuznetsov. El pueblo fue una aldea en el uyezd de Járkov de la gobernación de Járkov del Imperio ruso. En 1870 se tendió el ramal ferroviario Merefa-Liubotín a través del pueblo y apareció la estación de tren de Budi.
Budi recibió el estatus de asentamiento de tipo urbano desde 1938. Durante la Segunda Guerra Mundial, Budi estuvo ocupada por la Alemania nazi desde finales de octubre de 1941 hasta el 29 de agosto de 1943.
En 2023, Budi perdió el estatus de asentamiento de tipo urbano en la legislación ucraniana debido a la eliminación de este estatus administrativo.

## Demografía
La evolución de la población de Budi entre 1914 y 2022 fue la siguiente:
| 1730                                                          | 8058 | 7004 | 6279 | 5829 |
| (Fuente: Cities & Towns of Ukraine y UKRAINE: Größere Städte) |      |      |      |      |

Según el censo de 2001, la lengua materna de la mayoría de los habitantes, el 78,29%, es el ucraniano; y del 20,61% es el ruso.

## Economía
Los ceramistas de Budi crearon un estilo único: la loza de Budi. En diferentes momentos trabajaron en la planta 18 artistas, miembros de la Unión Nacional de Artistas de Ucrania. En el territorio del pueblo en los años 80 del siglo XIX, se fundó un conjunto industrial que ha sobrevivido casi por completo hasta nuestros días.

## Infraestructura

### Transporte
El asentamiento está incluido en la red de carreteras del área metropolitana de Járkov, al oeste de Budi pasa la autopista M29. La estación de tren de Budy, en la línea que conecta Liubotín y Merefa.

## Personas destacadas
- María Nesterenko (1910-1941): aviadora militar soviética que ascendió al rango de mayor en la Fuerza Aérea.